# 鄒族
鄒族，日治時期與戰後初期稱為曹族:104，為臺灣原住民族南島語族的一個族群。過去鄒族曾被分類為南鄒、北鄒等二亞族，2014年政府承認原屬南鄒的卡那卡那富族與拉阿魯哇族為獨立的二族，故現鄒族只稱原本的北鄒族，又稱阿里山族、阿里山鄒族，荷蘭文獻記載有、等，清國文獻記載有阿里山八社、阿里山總社，又因分布於玉山周邊，日治時學者鳥居龍藏名之為新高族。

## 族群分類

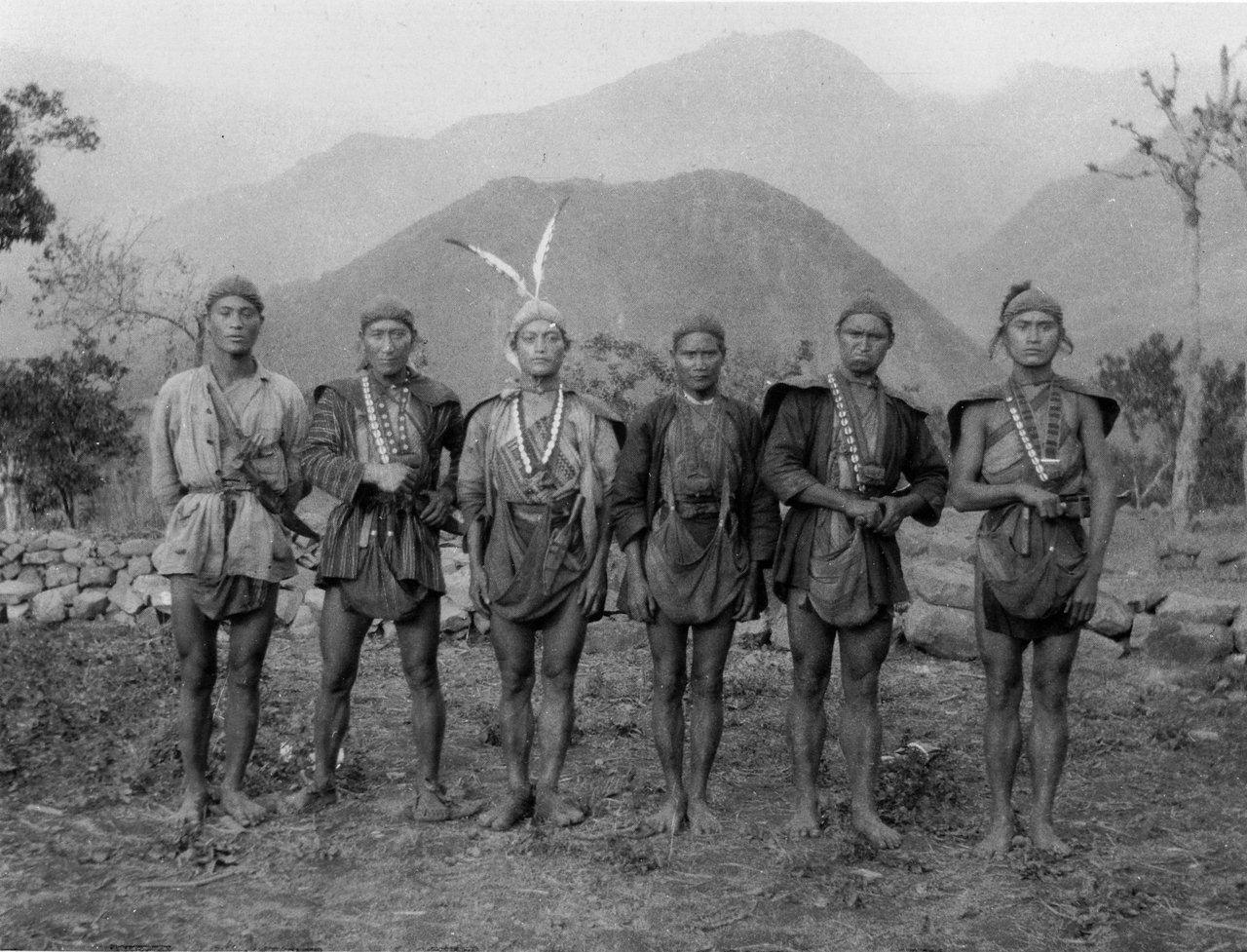
鳥居龍藏所攝臺南縣的鄒族獵人，明治三十三年（1900年）

明治三十二年（1899年）伊能嘉矩在與粟野傳之烝合撰的《臺灣蕃人事情》中，將臺灣原住民族分為七族與平埔族，並首先以「ツオオ」為鄒族族名:78。四十四年（1911年）臺灣總督府蕃務本署在其出版的《Report on the Control of the Aborigines in Formosa》報告書中，使用「Tsou」作為鄒族的官方族群名稱:79。
昭和十四年（1939年）鹿野忠雄提出將鄒族分為北鄒亞族與南鄒亞族，其中北鄒亞族依當地四個政權，分為魯富都蕃（Luhtu）、達邦蕃（Tapangu）、圖富雅蕃（Tfuya）與伊姆茲蕃（Imucu）；南鄒亞族分為四社蕃（Hla'alua）與簡仔霧蕃（Kanakanavu）。:85、87

## 社會組織

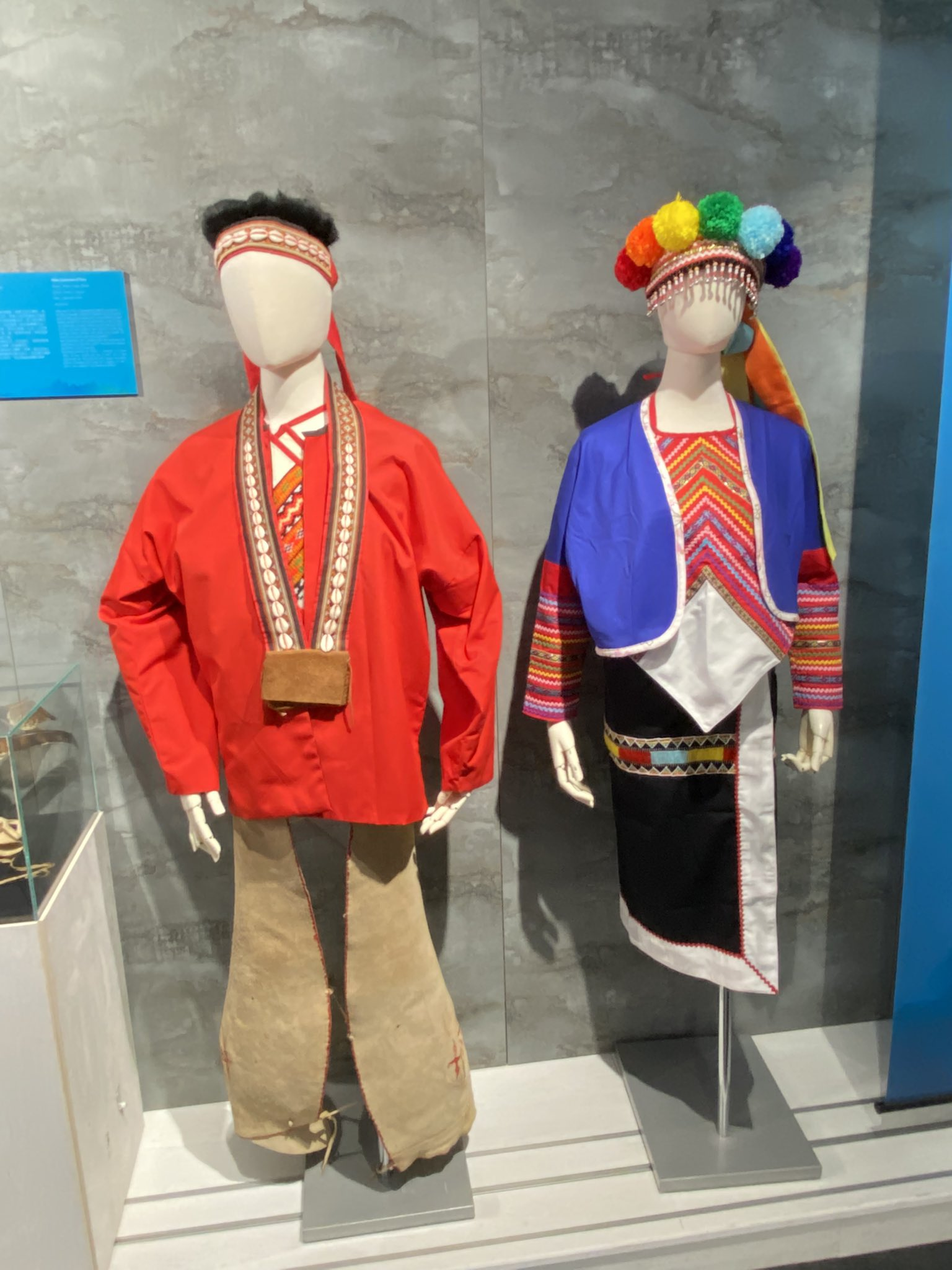
鄒族服飾

鄒族人的觀念裡擁有會所、能夠舉行全部落性祭儀的社群才有資格稱為大社，也才是一個完整的政治實體。其社會組織可以分為以下幾個部份：
1. 大社（hosa）：由幾個氏族聯合組成。旗下包含數個小社（denohiyu）。
2. 氏族（aemana）：由幾個聯合家族組成。可能有血緣關係，也可能沒有血緣關係，同一氏族之間禁止通婚。
3. 聯合家族（ongo-no-emo）：由幾個單一姓氏的家族組成，共有耕地、共有河流漁區、共有小米祭祀小屋（又稱粟祭屋）。

鄒族並沒有階級制度，卻有幾個特殊地位的人物：
- 頭目：由其一家族固定承襲。
- 征帥：爭戰、獵首的指揮官，有時可能是頭目。如果戰事頻繁，會有好幾個征帥。
- 勇士：在戰場上有特殊功勳的族人。

鄒族的集會場所稱為「Kuba（庫巴）」，但僅該部落之男性可以進入，非該部落者及女性皆不得進入。
另外，拉阿魯哇族的男子聚會所稱為「Tapuhlaihlia」，卡那卡那富族的男子集會所稱為「Cakʉrʉ」。

## 歲時祭儀
鄒族部落中最重要的祭儀為「播種祭」、「homeyaya （小米收穫祭）」與「mayasvi （瑪雅士比、戰祭）」三大祭儀。鄒族一年一度的mayasvi （瑪雅士比、戰祭），目前分由達邦及特富野分別舉行祭典儀式。

## 歷史

### 考古發現

#### 族群起源
目前學界認為和鄒族祖先有直接關係的族群為伊吉亞那(Yingiana)上層文化（主要分布在玉山、阿里山地區）人，該文化可以追溯至新石器時代晚期（約2600~2000年前）至金屬器時代（約850~250年前），除了其年代可以和鄒族口述歷史以及文獻記載銜接之外，考古學家在伊吉亞那上層文化晚期的遺址中發現疑似屈肢葬的棺材，這和鄒族達邦群（tapangu）的埋葬方式相同、其中部分棺口上面還發現了相當多量的炭屑，代表該族群可能有葬後在墓穴上放火燒的習俗，這也和鄒族的習俗類似（鄒族為了避免人死後仇家來把死者的頭割走，會在墓穴上方放火湮滅埋葬的痕跡），另外，陳有蘭溪、沙里仙溪流域的東埔一鄰文化（約2400~900年前）以及楠梓仙溪，荖濃溪流域的「比鼻烏類型」也有和伊吉亞那上層文化相似的考古發現，都被認為和現代的鄒族有關係。
此外，在伊吉亞那上層文化中發現許多紅褐色素面粗砂陶，更早的伊吉亞那下層文化（約4000~2500年前）則是發現了更早的細繩紋紅陶碎片，兩種陶器之間有很明顯的演變關係，而細繩紋紅陶的技術又是來自約4700~4500多年前（約新石器時代中晚期）出現在台灣南部海岸地區的細繩紋紅陶文化，雖然無法確定各時代文化的族群之間是不是有直接的血緣關係，但部分學者依據這個脈絡認為鄒族最早可以追溯到4000多年前、細繩紋紅陶文化往山區擴展的時代。

### 神話傳說

#### 人類始祖

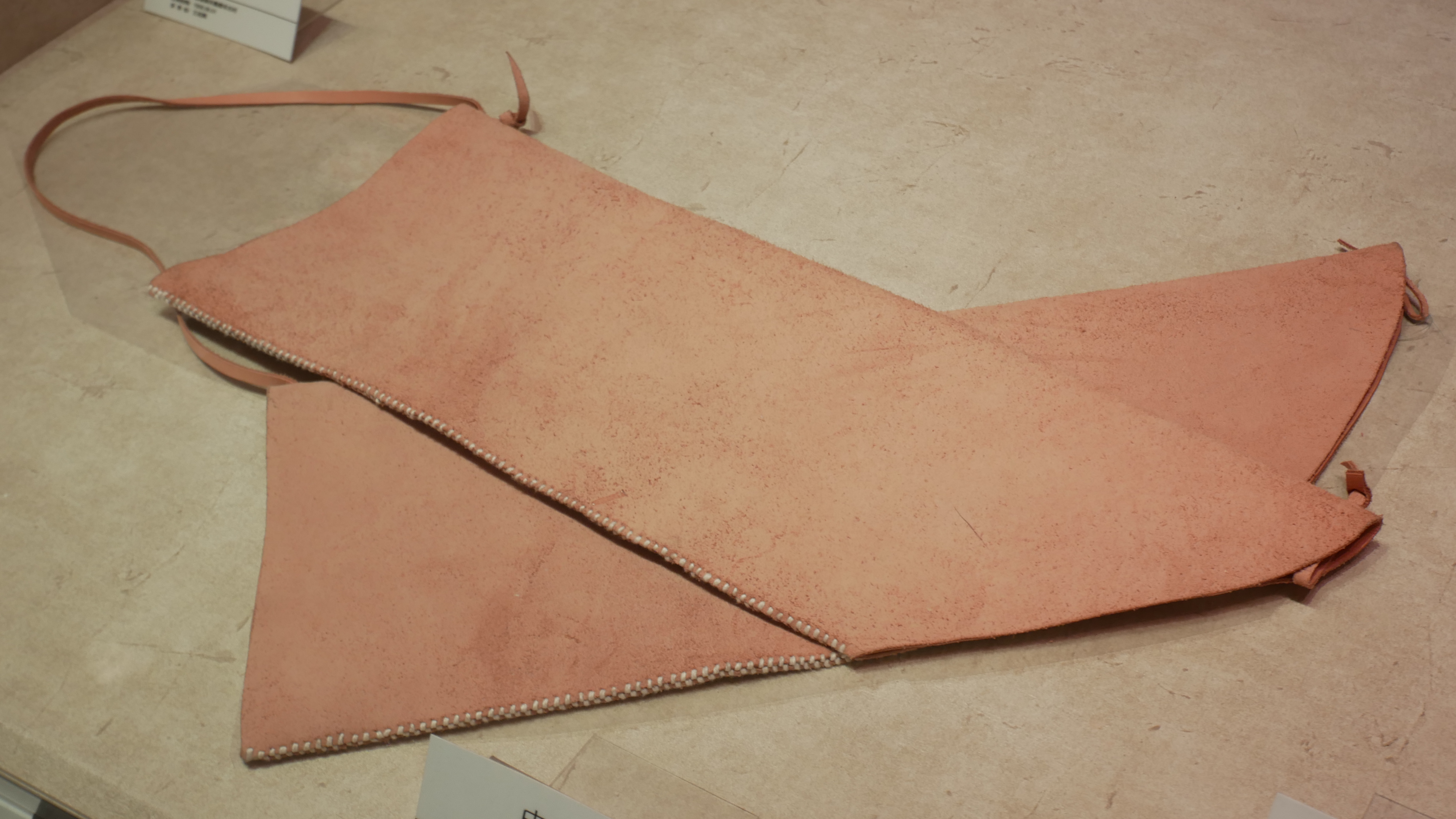
皮袖套（中央研究院臺灣史研究所藏）

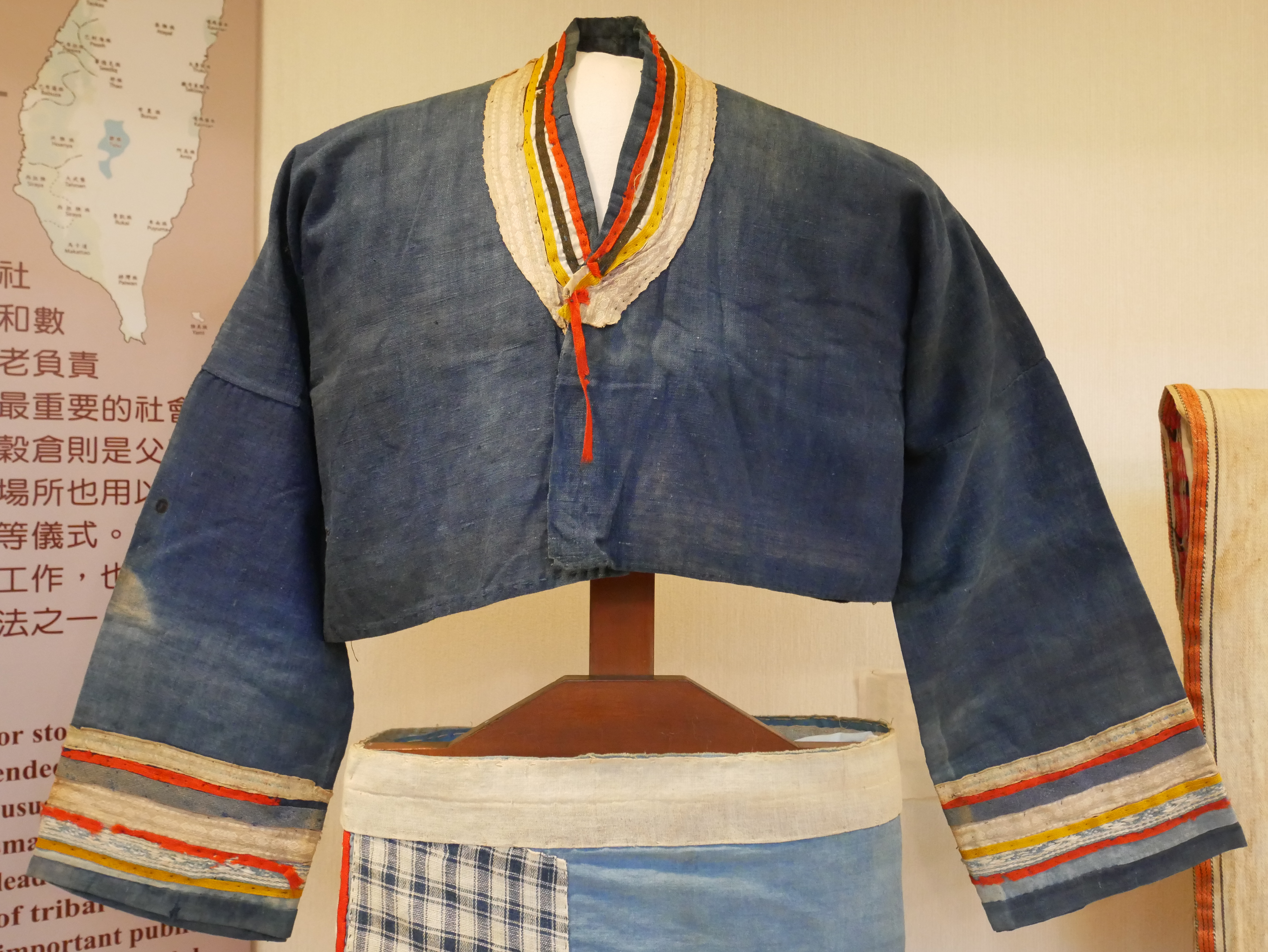
達邦社女子上衣（國立臺灣大學人類學博物館藏）

##### 樹生說
相傳上古時代，哈莫（Hamo）神降臨至大地。哈莫神用力搖動著楓樹，楓樹的葉子掉落後變成人類，成為鄒族與馬雅族（Maya，居於嘉義平原的原住民）的祖先；後哈莫神又搖動茄苳樹，樹葉落地亦變成人類，成為漢族的祖先（一說葉子為果實）。:29、30

##### 蛇生說
古時平地有一青年入山打獵，遇到一頭大鹿，青年放箭射鹿，鹿負傷而逃，後青年尾隨其後，不知不覺天色已晚，青年不小心失足落入山谷，昏迷不醒。翌日清醒後，青年發現身旁有一大蛇正為己療傷，為感念蛇的救命之恩，遂與其結為夫婦。一年後兩者生下許多子女，皆為人形，數年後青年厭倦山中生活，且不願以蛇為妻，故藉口打獵逃回平地。蛇為了報復青年，便將子女吞食，這時其中恰好有男女各一人離母親較遠，得以乘機逃跑，成為鄒族的祖先。:36

### 荷治時期
荷治時1636年尤羅伯在寫給阿姆斯特丹評議會的書信中，記述了離新港北方兩天路程，有稱為的村落（記錄在現今雲林、嘉義其他村落之間）；:2511647–1656年北部集會區的村落戶口表及包稅統計表中記錄有推定為鄒族的村落。
鄭氏擊敗荷蘭佔據台灣之後，南鄒的四社群（今拉阿魯哇族）遷移流竄，逃避鄭氏迫害。而未及逃離台灣的荷蘭人與眷屬，循曾文溪谷向上游逃竄，進入特富野群的 （樂野村）部落，成為 、 亞氏族，一部份加入達邦群成為  亞氏族。:127
1898年德國探險家史德培博士前來台灣攀登玉山，抵達林圯埔時記述，阿里山族（鄒族，原德文記為）頭目看起來不像純馬來人種，像是有荷蘭人的血統。（pp. 148-149,附錄175）

## 統計
| 縣市   | 鄒族人口 | 總人口     | 比率  |
| ------ | -------- | ---------- | ----- |
| 嘉義縣 | 3,542    | 552,749    | 0.64% |
| 高雄縣 | 775      | 1,262,969  | 0.06% |
| 嘉義市 | 397      | 266,126    | 0.15% |
| 南投縣 | 236      | 487,398    | 0.05% |
| 新北市 | 218      | 3,722,082  | 0.01% |
| 桃園市 | 179      | 1,808,833  | 0.01% |
| 臺北市 | 101      | 2,624,257  | 0.00% |
| 高雄市 | 96       | 1,493,806  | 0.01% |
| 屏東縣 | 87       | 872,902    | 0.01% |
| 臺中縣 | 82       | 1,510,480  | 0.01% |
| 臺南縣 | 74       | 1,120,394  | 0.01% |
| 花蓮縣 | 66       | 327,064    | 0.02% |
| 臺中市 | 60       | 989,047    | 0.01% |
| 彰化縣 | 53       | 1,255,332  | 0.00% |
| 宜蘭縣 | 39       | 444,950    | 0.01% |
| 臺東縣 | 30       | 204,919    | 0.01% |
| 基隆市 | 27       | 387,504    | 0.01% |
| 新竹縣 | 24       | 451,316    | 0.01% |
| 臺南市 | 23       | 725,985    | 0.00% |
| 苗栗縣 | 15       | 534,366    | 0.00% |
| 雲林縣 | 14       | 705,440    | 0.00% |
| 新竹市 | 13       | 395,746    | 0.00% |
| 澎湖縣 | 8        | 83,214     | 0.01% |
| 金門縣 | 7        | 56,275     | 0.01% |
| 連江縣 | 3        | 17,775     | 0.02% |
| 總計   | 6,169    | 22,300,929 | 0.03% |

| 鄉鎮市區       | 鄒族人口 | 總人口 | 比率   |
| -------------- | -------- | ------ | ------ |
| 嘉義縣阿里山鄉 | 3,206    | 5,729  | 55.96% |
| 高雄市那瑪夏區 | 445      | 2,998  | 14.84% |

## 聚落
- 嘉義縣
  - 達邦部落（Tapangʉ）：阿里山鄉達邦村
  - 山美部落（Saviki）：阿里山鄉山美村
  - 特富野部落（Tfuya）：阿里山鄉達邦村
  - 里佳部落（Niae’ucna）：阿里山鄉里佳村
  - 來吉部落（Pnguu）：阿里山鄉來吉村
  - 茶山部落（Cayamavana）：阿里山鄉茶山村
  - 新美部落（Sinvi）：阿里山鄉新美村
  - 樂野部落（Lalauya）：阿里山鄉樂野村
  - 得恩亞納社區（Toe'uana）：阿里山鄉十字村152林班地
  - 逐鹿部落（Veoveoana）：番路鄉觸口村（八八水災後新社區）
- 南投縣
  - 久美部落 (Mahavun / Mamahavana) ：信義鄉望美村

## 外部連結

### 歌謠
- 魯夫都社 鄒族歌謠（又名Yiyahaina或Somolosolo） （页面存档备份，存于），呂炳川錄製，臺灣音樂館典藏
- 魯夫都社 鄒族歌謠 （页面存档备份，存于），呂炳川錄製，臺灣音樂館典藏
- 阿里山鄉達邦村鄒族戰祭迎神曲 （页面存档备份，存于），呂炳川錄製，臺灣音樂館典藏
- 阿里山鄉達邦村特富野社鄒族戰祭祭歌Tohpunu （页面存档备份，存于），呂炳川錄製，臺灣音樂館典藏